# Braceby
Braceby – osada w Anglii, w hrabstwie Lincolnshire, w dystrykcie South Kesteven. Leży 9 km na północ od Lincoln i 203 km na północ od Londynu.